# Важкий Густав

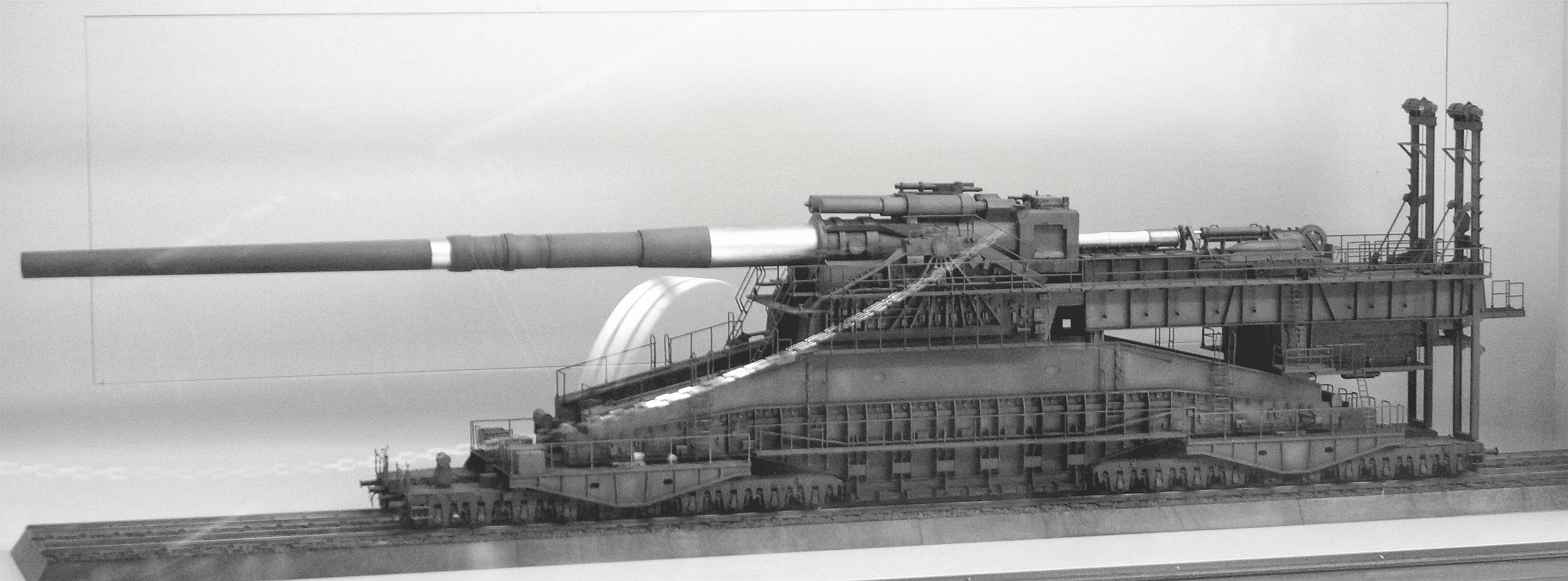
Модель «Дори»

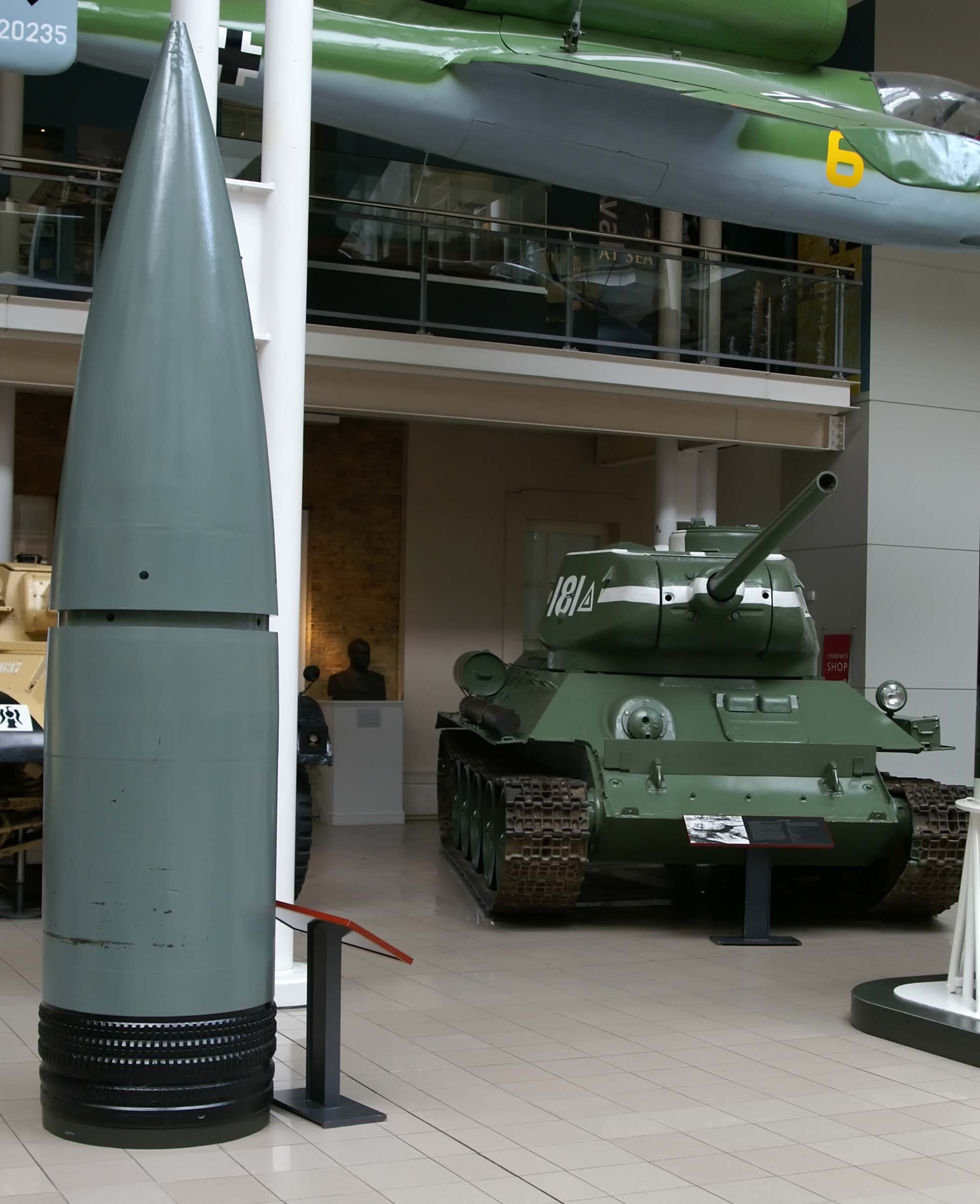
Снаряд «Дори» в музеї

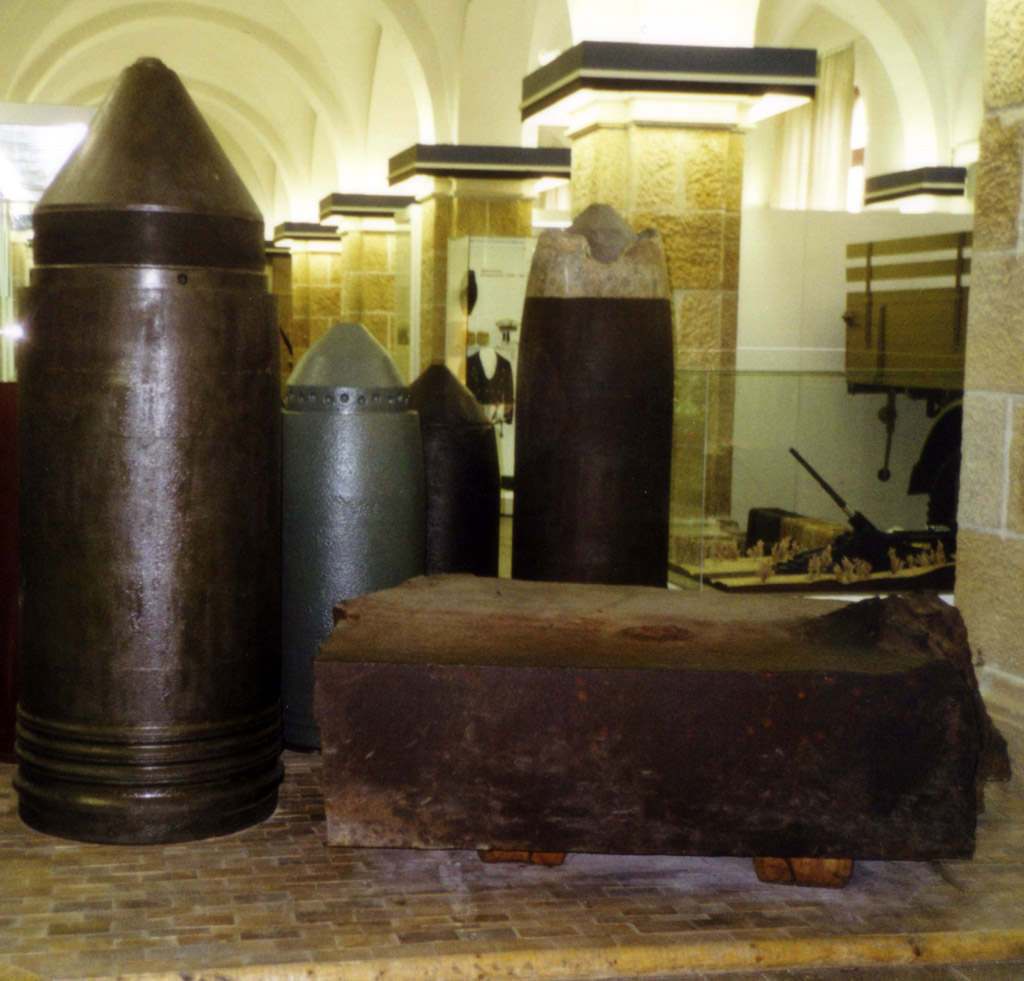
Снаряд «Дори» в музеї

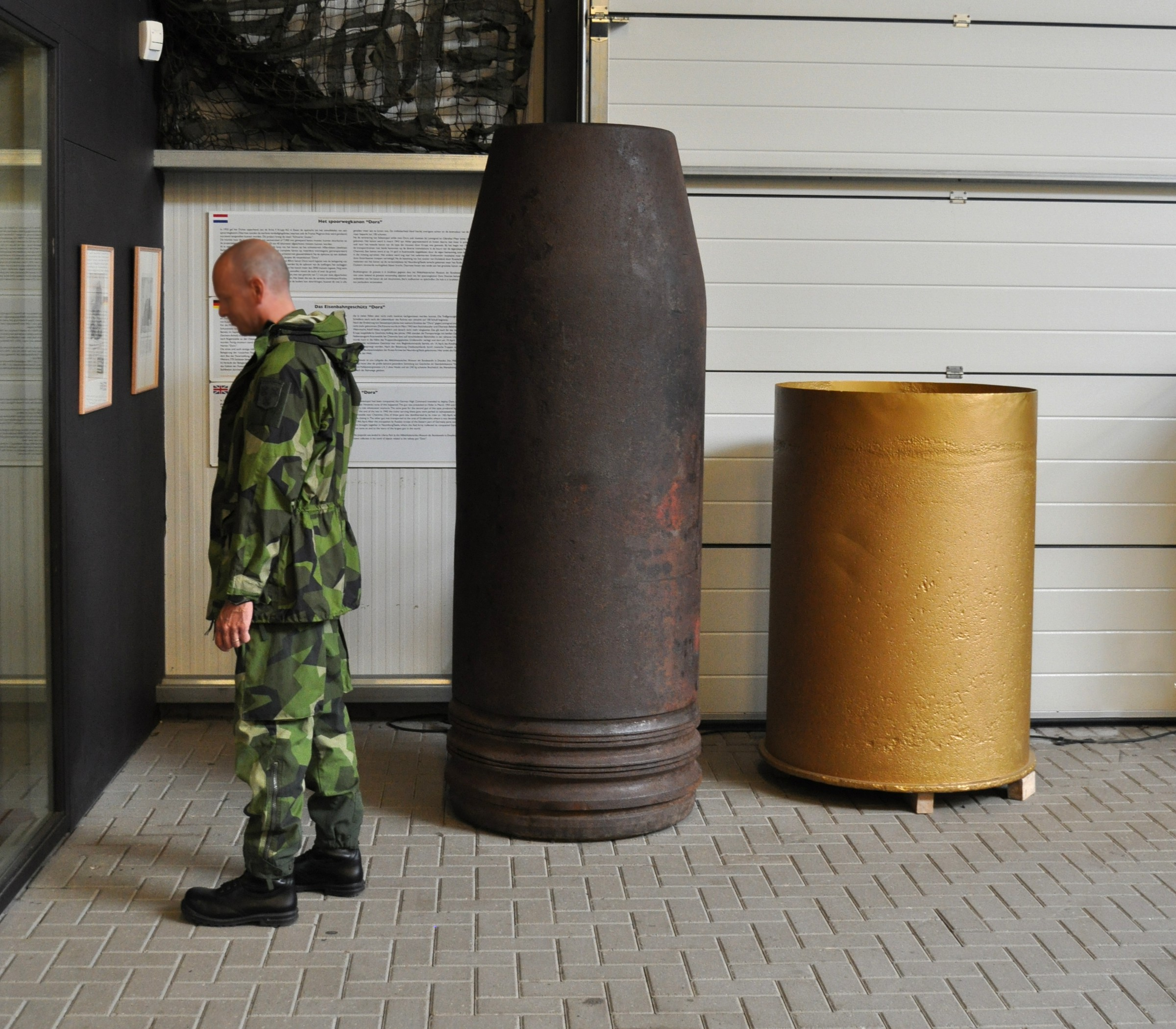
«Густав»

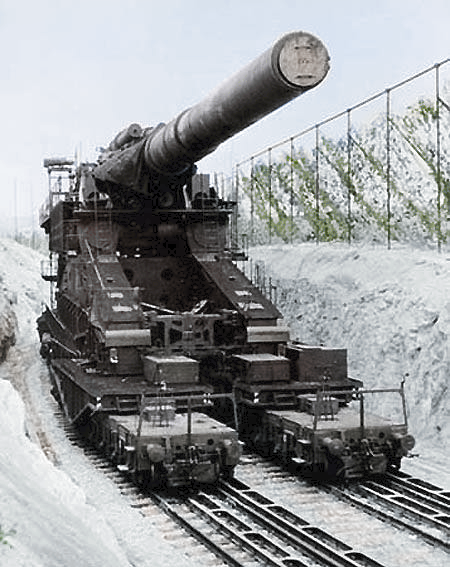
Густав під час транспортування

«Важки́й Гу́став» (нім. Schwerer Gustav) — друга і одна з двох виготовлених (перша — «Дора») супергармата Другої світової війни, яку побудували німці. Використовувалась при штурмі Севастополя в 1942 році та придушенні Варшавського повстання у вересні-жовтні 1944 року.

## Історія створення
Після Першої світової війни розвиток німецької артилерії обмежувався положеннями Версальського договору: Німеччині було заборонено мати гармати калібру понад 150 мм, а також будь-які протитанкові і зенітні гармати. Тому, на думку лідерів нацистської Німеччини, створення потужної і великокаліберної артилерії було справою престижу.
У 1936 році при відвідуванні заводу фірми «Крупп», Адольф Гітлер зажадав у керівництва концерну створити надпотужну гармату для руйнування французької лінії Мажино і бельгійських прикордонних фортів (таких, як форт Ебен-Емаель). Гармата повинна була мати кут вертикального наведення +65º та максимальну далекобійність 35-45 км, а снаряд гармати повинен був пробивати броню товщиною 1 м, бетон 7 м, твердий ґрунт 30 м. Конструкторську групу фірми «Крупп», що створювала нову надпотужну гармату відповідно до завданням, очолив професор Еріх Мюллер, який володів величезним досвідом у цій галузі. У 1937 році проект був завершений і в тому ж році фірмі «Крупп» видали замовлення на виготовлення нової гармати, після чого концерн взявся за її негайне виробництво. У 1941 році фірмою «Крупп» була побудована перша гармата, названа «Дора», на честь дружини головного конструктора. У тому ж році було створено другу 800 мм гармату, яка отримала назву «Товстий Густав» на честь директора фірми — Густава фон Болена і Гальбаха Круппа. Замовлення обійшлося державі у 10 мільйонів рейхсмарок. Так само було спроектовано, але не добудовано третю гармату ідентичного типу, але з калібром ствола 520 мм і довжиною 48 метрів, яка отримала назву «Langer Gustav».

## Випробування
У 1941 році гармати були випробувані на полігоні в Рюгенвальде і Гіллерслебен (120 км на захід від Берліна) в присутності Адольфа Гітлера і міністра озброєнь Альберта Шпеєра та інших високопоставлених армійських чинів. Результати випробувань відповідали вимогам технічного завдання, хоча установки не мали деяких механізмів. До кінця 1941 року всі випробування були закінчені, і гармата була повністю готова до бойового застосування, до цього часу було виготовлено більше тисячі 800-мм снарядів.
Розмір кратерів після вибуху снаряда «Дори» становив 10 метрів у діаметрі і стільки ж у глибину. Гармата також була здатна пробивати близько 9 метрів армованого бетону.
Генерал-інспектор бронетанкових військ Гейнц Гудеріан, що був також присутній на випробуваннях, у своїй книзі «Спогади солдата» описав один цікавий епізод випробувань:
|  | «Густав» являв собою потужну 800-мм гармату на залізничній платформі, яка могла пересуватися лише по двохсмуговій лінії. Ця гармата не мала відношення до моїх військ, і після демонстрації, заряджання та стрільби я хотів було піти, як раптом мене покликав Гітлер: «Послухайте! Доктор Мюллер (представник фірми Круппа) сказав мені, що з «Густава» можна стріляти також по танках. Що ви думаєте про це?» У перший момент я розгубився і вже бачив «Густава» в серійному виробництві, але швидко зібрався з думками та відповів: «Стріляти — так, але не влучати!». Доктор Мюллер почав палко протестувати. Але як можна використовувати гармату для знищення танків, якщо на один постріл з неї потрібно 45 хвилин? Питання про мінімальну дальність пострілу змусило навіть доктора Мюллера відмовитися від свого твердження. |

## Технічні характеристики
- Вага: 1344 тонн
- Калібр: 800 мм
- Снаряд: від 5 до 7,5 тонн (в залежності від типу)
- Далекобійність: 37 (для бронебійних) — 45 (для розривних) км.
- Мінімальний інтервал між пострілами: 15 хвилин

## Транспортування
Транспортування гармати здійснювалося за допомогою декількох залізничних потягів, зокрема під Севастополь вона була доставлена в 106 вагонах п'ятьма потягами. Обслуговуючий персонал перевозили в 43 вагонах першого потягу, там же розташовувалися кухня і засоби маскування. Монтажний кран і допоміжне обладнання перевозили в 16 вагонах другого потягу. Частини самої гармати й майстерню транспортували в 17 вагонах третього. У 20 вагонах четвертого потягу перевозили 400-тонний 32-метровий ствол і механізми заряджання. Останній п'ятий потяг в кількості 10 вагонів перевозив снаряди і порохові заряди, в його вагонах підтримувався штучний клімат з постійною температурою в 15 градусів за Цельсієм.
Безпосереднє обслуговування гармати покладалося на спеціальний 672-й артилерійський дивізіон «Е» чисельністю близько 500 чоловік під командуванням полковника артилерії Р. Бова і складався з декількох підрозділів, у тому числі штабної та вогневої батарей. У складі штабної батареї були обчислювальні групи, які виконували всі необхідні для наведення на ціль розрахунки, а також взвод артилерійських спостерігачів, в якому крім звичайних засобів (теодоліти, стереотруби), використовувалася і нова для того часу інфрачервона техніка. Також в обслугу гармати входив транспортний батальйон, комендатура, маскувальна рота і польовий хлібозавод. Крім того в особовий склад входили відділення польової пошти і похідний будинок розпусти. Плюс до всього до дивізіону були прикомандировані 20 інженерів заводу фірми «Крупп». Під час війни загальна чисельність особового складу, залученого до обслуговування гармати «Дора», становила понад 4000 чоловік офіцерів і солдатів.

## Бойове застосування
У бойових умовах гармата використовувалася тільки один раз, при облозі Севастополя в 1942 році, але її застосування мало низьку ефективність через низьку влучність пострілів (похибка влучання снаряду в ціль іноді становила 500—800 м).
Перший бетонобійний снаряд вагою 7088 кілограмів «Дора» випустила 5 червня 1942 року по північній частині Севастополя. Але застосування гармати не дало тих результатів, на які розраховувало командування Вермахту. Було зафіксовано лише одне вдале влучання, яке викликало вибух складу боєприпасів на північному березі бухти Північної, що знаходився на глибині 27 м. Так доповіли Гітлеру, але насправді склад боєприпасів підірвали радянські війська. Снаряд гармати, проникаючи в ґрунт, пробивав круглий стовбур діаметром близько 1 м і глибиною до 12 м (за деякими даними — до 32 м). Біля основи стовбура в результаті вибуху бойового заряду ґрунт ущільнювався і утворювалася краплеподібна порожнина діаметром близько 3 м.
Всього було витрачено 48 снарядів, а стовпи диму від вибухів підіймалися на висоту більше 150 м. Так само з «Дори» були випущені 5 випробувальних далекобійних фугасних снарядів, які пішли на 35 кілометрів у море. Обстріл з гармати вівся 13 днів, після чого вона була демонтована.